# Cerro Paine Grande
El cerro Paine Grande es una montaña perteneciente a la cordillera de los Andes ubicada en la región chilena Magallanes y de la Antártica Chilena. Es parte del denominado Macizo Paine, siendo la cumbre más alta de este con sus 2845 m s. n. m.